# Trichogramma brevicapillum
Trichogramma brevicapillum är en stekelart som beskrevs av Pinto och Platner 1978. Trichogramma brevicapillum ingår i släktet Trichogramma och familjen hårstrimsteklar. Inga underarter finns listade i Catalogue of Life.